# Jaltomator
Jaltomator (Jaltomata) är ett släkte av potatisväxter. Jaltomator ingår i familjen potatisväxter.

## Bildgalleri

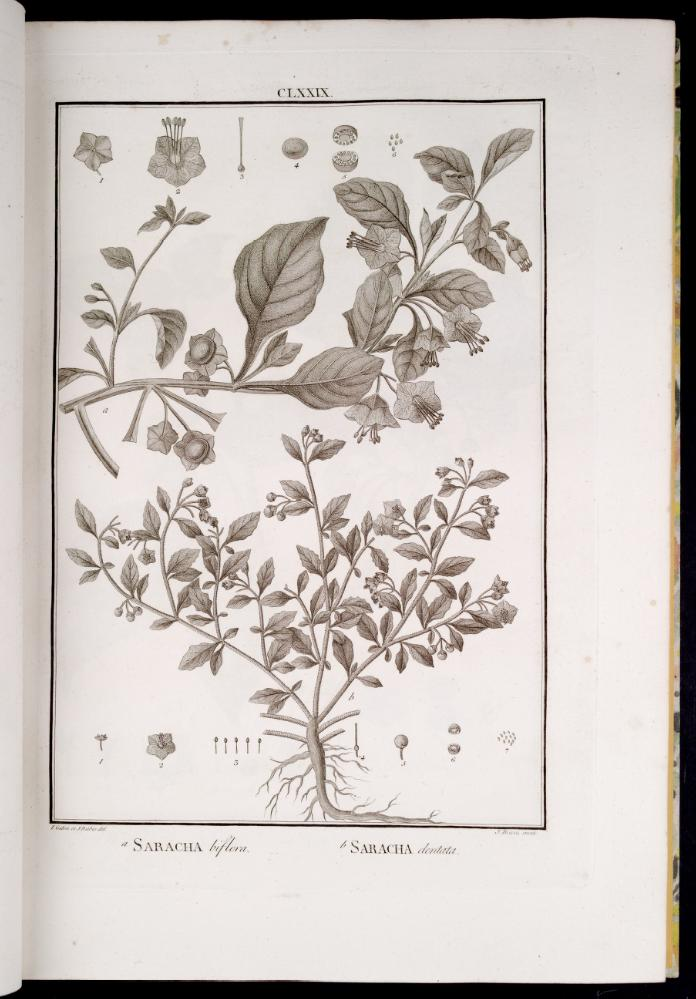
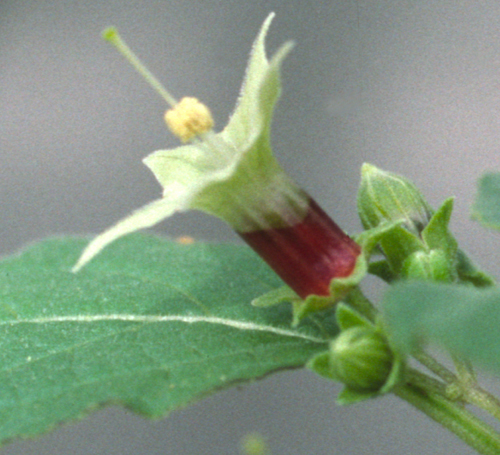
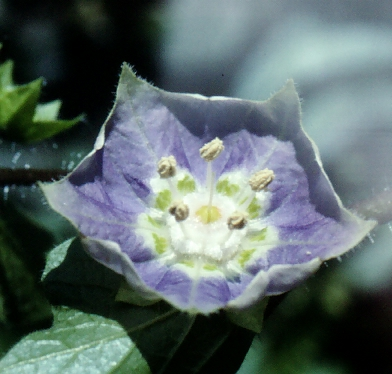
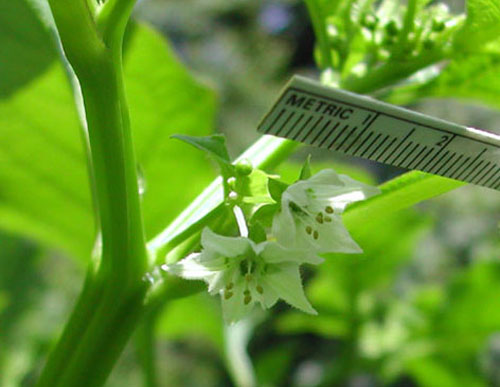
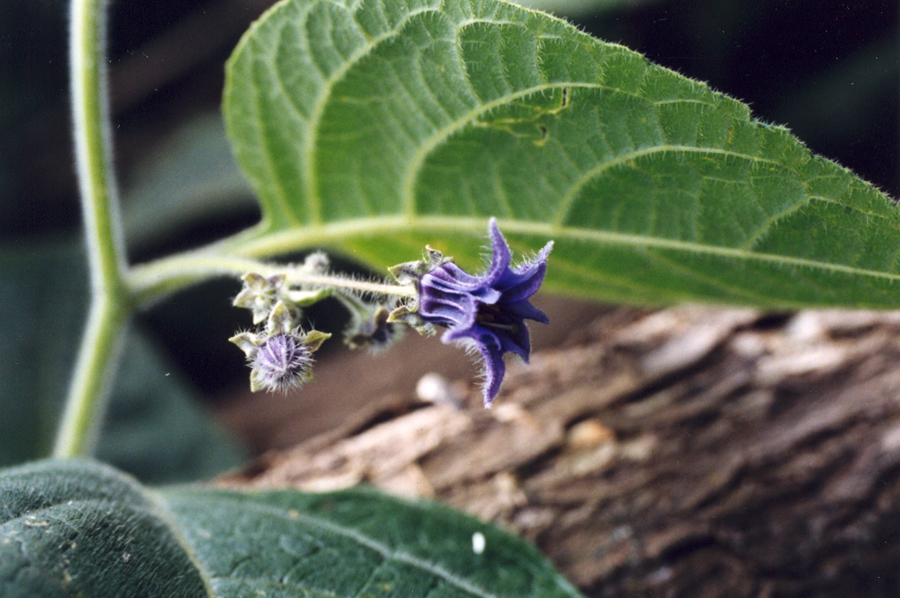
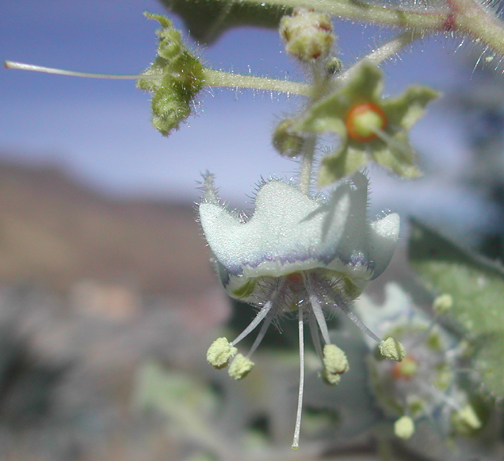

## Dottertaxa till Jaltomator, i alfabetisk ordning[1]
- Jaltomata alviteziana
- Jaltomata andersonii
- Jaltomata antillana
- Jaltomata aspera
- Jaltomata atiquipa
- Jaltomata auriculata
- Jaltomata aypatensis
- Jaltomata bernardelloana
- Jaltomata bicolor
- Jaltomata biflora
- Jaltomata bohsiana
- Jaltomata cajacayensis
- Jaltomata cajamarca
- Jaltomata calliantha
- Jaltomata chihuahuensis
- Jaltomata chotanae
- Jaltomata confinis
- Jaltomata contorta
- Jaltomata contumacensis
- Jaltomata cuyasensis
- Jaltomata darcyana
- Jaltomata dendroidea
- Jaltomata dentata
- Jaltomata dilloniana
- Jaltomata diversa
- Jaltomata glandulosa
- Jaltomata grandibaccata
- Jaltomata grandiflora
- Jaltomata guillermo-guerrae
- Jaltomata herrerae
- Jaltomata hunzikeri
- Jaltomata lanata
- Jaltomata leivae
- Jaltomata lezamae
- Jaltomata lojae
- Jaltomata lomana
- Jaltomata mionei
- Jaltomata nigricolor
- Jaltomata nitida
- Jaltomata oppositifolia
- Jaltomata pallascana
- Jaltomata paneroi
- Jaltomata parviflora
- Jaltomata pilosissima
- Jaltomata procumbens
- Jaltomata propinqua
- Jaltomata repandidentata
- Jaltomata sagastegui
- Jaltomata salpoensis
- Jaltomata sanchez-vegae
- Jaltomata sanctae-martae
- Jaltomata sinuosa
- Jaltomata spooneri
- Jaltomata tayabambae
- Jaltomata truxillana
- Jaltomata umbellata
- Jaltomata weberbaueri
- Jaltomata ventricosa
- Jaltomata werffii
- Jaltomata vestita
- Jaltomata whalenii
- Jaltomata viridiflora
- Jaltomata yacheri
- Jaltomata yungayensis